# Suraya-mecset
A Torreónban található, 1989-ben megnyílt Suraya- vagy Soraya-mecset Mexikó első muszlim vallási épülete. Nevét az építés ötletgazdájának közlekedési balesetben elhunyt lányáról kapta.

## Története
Torreónba és környékére szinte a város alapításával egy időben, a 20. század elején vándoroltak be a Közel-Kelet különböző országaiból kisebb muszlim vallású csoportok. Többségük a városi piacok környékén telepedett le, kereskedelemmel foglalkozott, vallását pedig csak otthon, családi körben gyakorolta. Közösséget csak 1983-tól kezdve kezdtek alkotni: a libanoni szülőktől származó Hassan Zain Avenida Morelos 83. szám alatti házában szoktak összegyűlni mintegy 35-en. Később, amikor Zain saját számlálása alapján a városban a muszlimok száma már a százat is meghaladta, egyikük, Elías Serhan Selim felvetette egy mecset építésének gondolatát. Magát az épületet szintén Zain tervezte, az 1986-ban indult munkálatok 1989-re fejeződtek be.
A helyi közösség vagy annak egy része rendszeresen megünnepli a ramadán végét, a muszlim újévet, a hatalom éjszakáját és a megbocsátás éjszakáját is. Imádkozni péntekenként egy órakor gyűlnek össze. A hétköznapi életben többnyire hasonlóan öltözködnek, mint a többi mexikói, bár némelyik nő eltakarja az arcát az idegenek elől. A többnejűséget, mivel Mexikóban törvény tiltja, a helyiek nem gyakorolják.

## Az épület
A Torreón Nueva Los Ángeles városrészében, a Guadalajara és a 8. utcák kereszteződésében álló mecsethez egy 18,5 méter magas minaret is tartozik. A 100 m²-es épület belső tere mintegy 100 fő befogadóképességű, és rendelkezik a szertartásos mosakodáshoz való helyiséggel, könyvtárral, hálószobával, fogadó-előszobával és a halottak előkészítéséhez szükséges helyiséggel is. Kupolájára a Koránból vett, arab nyelvű idézeteket véstek fel.